# Hepolampi
Hepolampi är en sjö i kommunen Karstula i landskapet Mellersta Finland i Finland. Sjön ligger 143,9 meter över havet. Den är 6,8 meter djup. Arean är 1,48 kvadratkilometer och strandlinjen är 10,39 kilometer lång. Sjön  ingår i Kymmene älvs huvudavrinningsområde.   Den ligger omkring 73 kilometer nordväst om Jyväskylä och omkring 290 kilometer norr om Helsingfors. 
I sjön finns ön Kuoliosaari. 